# Porta parallela

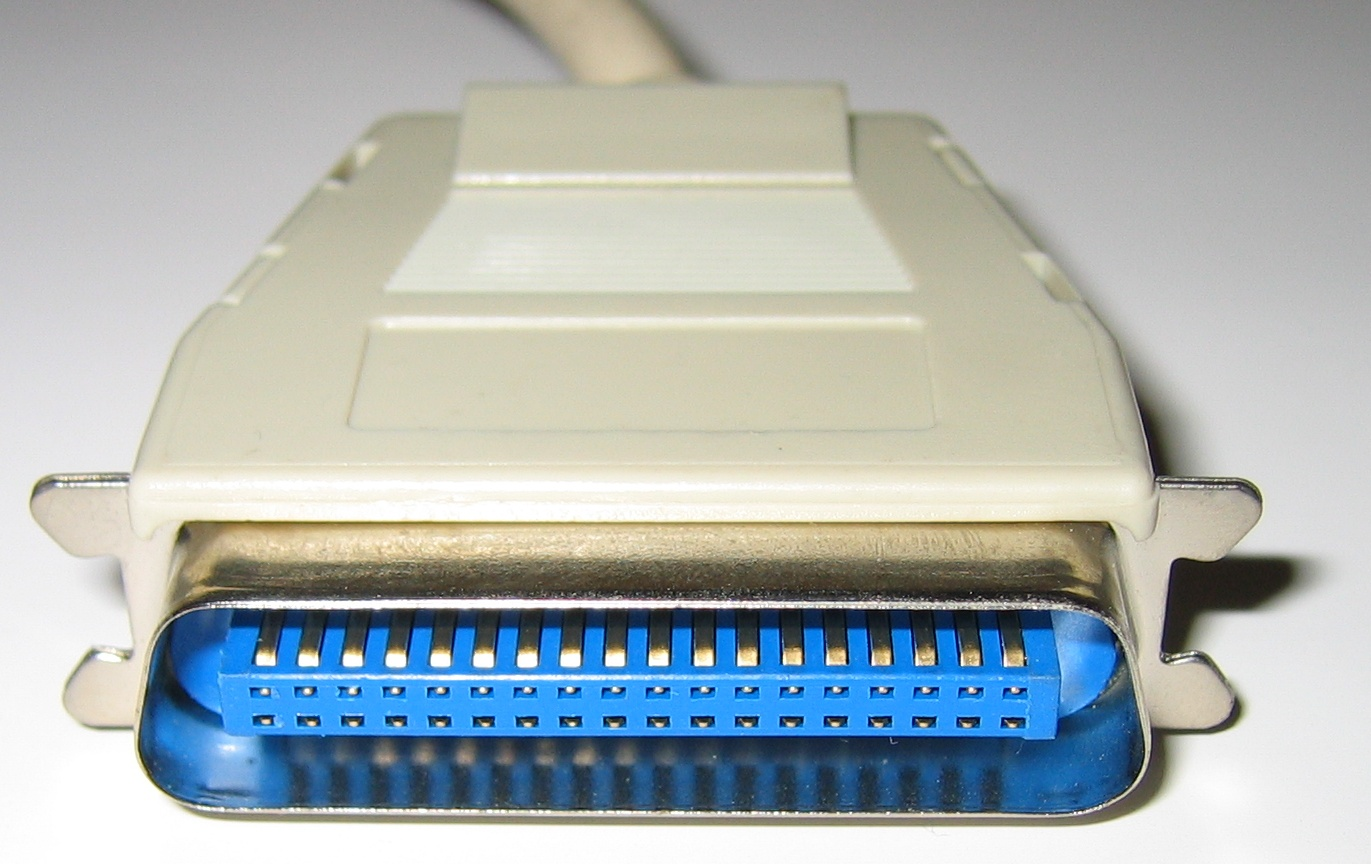
Il connettore Centronics maschio da collegare alla stampante

Una porta parallela (detta anche LPT, dall'inglese Line Printer, termine derivato da Line Printer Terminal), in elettronica e nell'informatica, è un'interfaccia usata inizialmente per collegare un computer a una stampante o a un plotter e in seguito, nella versione bidirezionale, impiegata anche per altre periferiche tra le quali scanner, unità ZIP, hard disk, lettori di CD-ROM e webcam. La porta infatti è nata come unidirezionale (trasmissione dati dal computer alla periferica collegata) e solo in seguito è stato sviluppato anche uno standard bidirezionale (IEEE 1284).
La porta parallela è ormai considerata obsoleta: vengono utilizzati altri standard di comunicazione come l'USB (seriale e quindi di minore ingombro, più veloce e multifunzione).

## Introduzione
La LPT consente il collegamento di diverse periferiche con possibilità di trasferire 8 bit in parallelo nello standard TTL. Sul computer la porta è un connettore femmina detto "a vaschetta" o DB25 con 25 pin.
Sulle stampanti è presente un connettore diverso detto Centronics (dal nome del primo costruttore). La presenza di 8 fili di GND permette di creare una sufficiente schermatura (cavi intrecciati a coppie) dei segnali.

## Le porte parallele sui personal computer IBM

### Indirizzi delle porte parallele
Nei computer IBM gli indirizzi riservati alle prime tre porte parallele (anche se nella maggior parte dei casi è presente un'unica porta) sono i seguenti:
| Nome della porta | Interrupt request | Indirizzo iniziale di I/O | Indirizzo finale di I/O |
| ---------------- | ----------------- | ------------------------- | ----------------------- |
| LPT1             | IRQ 7             | 0x378                     | 0x37f                   |
| LPT2             | IRQ 5             | 0x278                     | 0x27f                   |
| LPT3             | IRQ 7             | 0x3bc                     | 0x3bf                   |

Per le porte eccedenti Linux lpt_driver sono consigliati gli indirizzi:
| Nome della porta | Interrupt request | Indirizzo iniziale di I/O | Indirizzo finale di I/O |
| ---------------- | ----------------- | ------------------------- | ----------------------- |
| LPT4             | IRQ ?             | 0x27C                     | 0x27F                   |
| LPT5             | IRQ ?             | 0x26C                     | 0x26F                   |
| LPT6             | IRQ ?             | 0x268                     | 0x26B                   |

### Registri delle porte parallele
Relazione tra pin dei connettori e bit dei registri per le porte parallele:
| Indirizzo             |      | Bit più significativo |    |    |    |     |    |     | Bit meno significativo |
| --------------------- | ---- | --------------------- | -- | -- | -- | --- | -- | --- | ---------------------- |
|                       | Bit: | 7                     | 6  | 5  | 4  | 3   | 2  | 1   | 0                      |
| Base (Data port)      | Pin: | 9                     | 8  | 7  | 6  | 5   | 4  | 3   | 2                      |
| Base+1 (Status port)  | Pin: | ~11                   | 10 | 12 | 13 | 15  |    |     |                        |
| Base+2 (Control port) | Pin: |                       |    |    |    | ~17 | 16 | ~14 | ~1                     |

Il simbolo ~ indica che il livello logico tra il pin della porta e il bit del registro viene invertito dall'hardware.
Ogni porta LPT dispone di almeno tre diversi registri:
- Data port: contiene il byte che deve essere trasmesso o che è stato ricevuto (ad esempio per LPT1: Base = 0x378)
- Status port: contiene informazioni relative allo stato della porta. Il registro è a sola lettura (LPT1: Base+1 = 0x379)
- Control port: registro di controllo della porta parallela. Questo registro è a sola scrittura (LPT1: Base+2 = 0x37a)

### Piedinatura delle porte parallele
La tabella 1 riassume la piedinatura e le funzioni dei vari segnali sul connettore (o sui connettori) della porta parallela del computer e su quello della stampante.
| Numero pin (DB25) | Numero pin (Centronics) | Nome del segnale           | Direzione | Registro-bit | Segnale invertito dall'hardware |
| ----------------- | ----------------------- | -------------------------- | --------- | ------------ | ------------------------------- |
| 1                 | 1                       | nStrobe                    | Out       | Control-0    | Si                              |
| 2                 | 2                       | Data0                      | In/Out    | Data-0       |                                 |
| 3                 | 3                       | Data1                      | In/Out    | Data-1       |                                 |
| 4                 | 4                       | Data2                      | In/Out    | Data-2       |                                 |
| 5                 | 5                       | Data3                      | In/Out    | Data-3       |                                 |
| 6                 | 6                       | Data4                      | In/Out    | Data-4       |                                 |
| 7                 | 7                       | Data5                      | In/Out    | Data-5       |                                 |
| 8                 | 8                       | Data6                      | In/Out    | Data-6       |                                 |
| 9                 | 9                       | Data7                      | In/Out    | Data-7       |                                 |
| 10                | 10                      | nAck                       | In        | Status-6     |                                 |
| 11                | 11                      | Busy                       | In        | Status-7     | Si                              |
| 12                | 12                      | Paper-Out                  | In        | Status-5     |                                 |
| 13                | 13                      | Select                     | In        | Status-4     |                                 |
| 14                | 14                      | nAuto/Linefeed             | Out       | Control-1    | Si                              |
| 15                | 32                      | nError/nFault              | In        | Status-3     |                                 |
| 16                | 31                      | nInitialize                | Out       | Control-2    |                                 |
| 17                | 36                      | nSelect-Printer/nSelect-In | Out       | Control-3    | Si                              |
| 18-25             | 19-30                   | Ground                     | Gnd       | -            | -                               |

- La "n" che precede il nome del segnale indica che è attivo basso. Ad esempio nError: se la stampante segnala un errore il segnale diventa basso (la tensione è tra 0 e 0,7 volt circa e il bit 3 dello Status Port verrà letto come 0 dal software) mentre se la stampante funziona correttamente il segnale è alto (la tensione è compresa tra 2,2 e 5 volt e il bit 3 dello Status Port verrà letto come 1 dal software).
- La colonna "Segnale invertito dall'hardware": se ad esempio il segnale Busy va a livello logico 1 il bit 7 (il bit più significativo dello Status Port) verrà letto come 0 dal software.
- Il bus dati ({\displaystyle Data0,...,Data7}), in origine disponibile solo in modo uscita, è diventato bidirezionale per ampliare la gamma di periferiche collegabile (Standard IEEE 1284).
- Pin 1 è lo Strobe, attivo basso, nel caso di una stampante, segnala che sul bus dati è presente un dato corretto[3].
- Pin 10, Ack, è un ingresso attivo basso; indica al PC che il dato presente sul bus è stato letto e che la stampante è pronta per ricevere altri dati; consente l'abilitazione della richiesta d'interrupt alla CPU (IRQ7 per LPT1 e LPT3; IRQ5 per LPT2).
- Pin 11, Busy, ingresso, attivo alto; indica che la stampante è occupata e non può ricevere altri dati, il segnale va alto durante le operazioni di trasferimento e ritorna basso appena la stampante è nuovamente disponibile per ricevere altri dati.
- Pin 12, Paper-Out, ingresso, attivo alto; indica al PC che la stampante è senza carta.
- Pin 13, Select, ingresso, attivo alto; indica al PC che la stampante è collegata e pronta a funzionare.
- Pin 14, Auto/Linefeed, uscita, attivo bassa; indica alla stampante la modalità di avanzamento carta; quando è attivo l'avanzamento è generato da 0x0d (carriage return), quando è alto l'avanzamento sarà operato dalla stampante solo in seguito alla ricezione del carattere 0x0a (line feed o newline).
- Pin 15, Error/Fault, ingresso, attivo basso, comunica al PC che qualcosa non va nella stampante.
- Pin 16, Initialize, uscita, attivo basso, serve a interrompere un'eventuale stampa in corso svuotando il buffer della stampante e a riportarla allo stato in cui si trovava dopo l'accensione.
- Pin 17, Select-Printer, uscita, attivo basso, abilita la stampante a ricevere i dati.

Nelle Motherboard più recenti il connettore LPT è presente solo internamente su connettore 26P IDC la corrispondenza dei pin è per file, ovvero 1IDC-1LPT 2IDC-14LPT 3IDC-2LPT etc.

## Protocollo di comunicazioneCentronics

Temporizzazione di un'operazione di stampa: trasmissione di un byte

La trasmissione di un dato dal PC alla stampante deve rispettare il protocollo Centronics (o Handshake Centronics) che può essere riassunto nei seguenti passi:
1. Il computer controlla se la stampante è pronta verificando che nello Status port:  Error = 1, Select = 1, Paper-Out = 0, Busy = 0. Se queste condizioni non sono verificate segnala la condizione di errore o guasto; se invece i bit sono corretti va al passo successivo.
2. Il PC trasferisce un nuovo dato sui pin Data0, ..., Data7.
3. Dopo un tempo di almeno 0,5 μs pone Strobe = 0 (impulso negativo di 1 µs) per indicare che è pronto un nuovo dato.
4. La stampante risponde ponendo Busy = 1 per comunicare che sta acquisendo il dato.
5. Terminata l'operazione di acquisizione pone Ack = 0 (impulso negativo di 8 µs) per comunicare l'avvenuta acquisizione del dato e appena è pronta per ricevere un nuovo dato rimette Busy = 0.
6. Il computer ripete la sequenza dal punto 1 fino al completamento delle operazioni di trasferimento dei dati.

Va evidenziato che:
- il trasferimento dei dati richiede molto meno tempo della loro effettiva stampa.
- se la stampante ha riempito il suo buffer manterrà attivo il Busy (= 1) fino a quando non avrà liberato lo spazio per ricevere altri dati.

## Altri usi della porta parallela

### Protezione hardware per il software
Per impedire la copia cosiddetta "pirata" di software viene usato un dispositivo da collegare alla porta parallela chiamato in vari modi: chiave hardware, "dongle", "hardware token". Il software interagisce con la chiave hardware e, nel caso non la trovi collegata, impedisce all'utente di usare il programma. Il dispositivo non interferisce (o non dovrebbe interferire) con altri usi della porta in quanto "replica" il connettore femmina per collegare altre periferiche e risultare quindi trasparente per i normali utilizzi della porta. È da tempo sostituito con versioni per USB. 

### Acquisizione di dati
Anche quando la porta parallela era disponibile solo in forma unidirezionale (uscita) si erano realizzati sistemi per usarla per acquisire dati. Non si poteva ovviamente usare i bus dati ({\displaystyle Data0,...,Data7}), ma si usavano i pin disponibili come ingressi e l'artificio era noto come "Nibble mode" in quanto si acquisivano in sequenza temporale quattro bit alla volta.

### Interfaccia di controllo di dispositivi
L'interfaccia parallela è in grado di acquisire e di produrre segnali elettrici di controllo, è quindi utilizzabile per usi particolari come comandare relè, circuiti di controllo, programmare memorie, ecc.

### Schema di realizzazione per comando esterno d'uso generale

Schema elettrico di principio per controllo di dispositivi di potenza

- Lo schema riportato può essere implementato su tutti i pin dati della porta per controllare quindi fino a otto dispositivi.
- Il transistor utilizzato Q1 è un BC548B ma l'uso di un transistor Darlington (ad esempio BC517 o bdx53c) permetterebbe di avere più flessibilità nella scelta di relè eventualmente più potenti.
- D1 è un diodo del tipo 1N4148 sufficiente se la corrente massima del relè non supera i 150 mA.
- Il riquadro con L1 e J1 è l'insieme di un relè a 12 Vcc ma se necessario si può usare anche un relè a 24 Vcc (tensione che va fornita da un alimentatore non rappresentato nello schema)
- Il resistore R2 è solo indicativo di un generico carico in corrente continua o alternata (non è rappresentata la sua alimentazione che dovrebbe essere in serie al carico)
- Il circuito rappresentato nello schema elettrico è puramente indicativo: eventuali protezioni (per esempio con l'uso dell'integrato 74ls244/74ls245 o di un buffer) e rispetto di normative di sicurezza non sono indicate.

#### Qualche nota esplicativa sullo schema
La porta parallela non inverte i segnali: quando nel registro dati si scrive 7 la porta assume il valore binario 00000111 e quindi si attivano i tre relè eventualmente collegati ai pin Data0, Data1 e Data2, mentre gli altri restano spenti.
Per questo motivo è stato usato il transistore Q1 in configurazione non invertente a emettitore comune.
Quando il pin della porta va alto sulla base del transistore il resistore R1 da 4,7 kΩ limita la corrente sulla base a circa 1 mA e contemporaneamente non sovraccarica la porta. Questa corrente porta il transistor in saturazione e quindi attiva il relè (che però deve assorbire una corrente massima di 20 mA).
Quando invece va a zero volt il transistor va in interdizione e il relè stacca il carico.
Il diodo ai capi del relè con il catodo verso +12 Vcc serve a scaricare la corrente di autoinduzione che viene a crearsi quando il transistor Q1, da saturo (acceso), va in interdizione (spento), in modo che non si creino sovratensioni che potrebbero danneggiarlo.

#### Programmazione
Il seguente programma in C++ per GNU/Linux è un esempio di base per l'utilizzo della porta parallela:
```
#include
 
<iostream>

#include
 
<cstdio>

#define LPT 0x378

using
 
namespace
 
std
;

int
 
main
()

{

  
/* nel caso di funzionamento in modalità 386 (GNU/Linux) si rende necessario il comando */

  
iopl
(
3
);

  
/* l'impostazione dell'i/o permission level nel processore per indicare che le operazioni di i/o sono fisiche e non virtuali */

  
int
 
numero_out
=
0
;

  
outb
(
LPT
,
0
);

  
cin
>>
numero_out
;

  
outb
(
LPT
,
numero_out
);

  
getchar
();

  
outb
(
LPT
,
0
);

  
return
 
0
;

}

```

La riga 00 definisce che ad LPT viene assegnato l'indirizzo esadecimale della porta parallela, 0x378.
Nella 03 definiamo una variabile int (intero), in questo caso numero_out a cui, nella riga 05, verrà assegnato un valore immesso da tastiera.
Nella 04 viene richiamata una funzione, outb(ex_port,int_out), che è già definita nella libreria standard stdio.h, in questo caso serve ad azzerare i valori "parassiti" presenti nella porta nel caso ce ne siano.
La riga 06 manda in output sulla porta il numero che noi abbiamo scelto, ma attenzione i bit disponibili sono 8 quindi il numero più alto possibile è 255, (es. se si scrive il numero decimale 159 in uscita come numero binario si ottiene 10011111, per 52 si ha 00110100 e così via). Per finire nella 08 viene resettata la porta a 0 dopo aver premuto invio come richiesto in riga 07.